# L'Immeuble Yacoubian (film)
Pour plus de détails, voir Fiche technique et Distribution.
L'Immeuble Yacoubian(arabe: عمارة يعقوبيان, translittération: ʿ Imārāt Yaqūbīān ou Omaret Yakobean) est un film égyptien sorti en 2006, réalisé par Marwan Hamed, tiré du roman du même titre de l'écrivain Alaa al-Aswany. Il est considéré comme le film au budget le plus élevé de l'histoire du cinéma égyptien.

## Distribution
- Adel Imam : Zaki Pasha
- Nour El-Sherif : Haj Azzam
- Youssra : Christine
- Hend Sabri : Bosaina
- Somaya El Khashab
- Khaled El Sawy : Hatem Rasheed
- Issad Younis : Dawlat
- Ahmed Bedeir : Malak
- Ahmed Rateb
- Khaled Saleh
- Bassem Samra
- Mohamed Imam : Taha El-Shazli
- Youssef Daoud